# Jerzy Radziwiłł (1480-1541)
Pour les articles homonymes, voir Radziwiłł et Jerzy Radziwiłł.
Jerzy Radziwiłł (1480–1541), (en lituanien : Kristupas Radvila Perkūnas), dit Hercules, est un magnat de Pologne-Lituanie, membre de la famille Radziwiłł, vice-échanson de Lituanie (1510), voïvode de Kiev (1510), hetman de Lituanie (1521), castellan de Trakai (1522) et de Vilnius (1527), maréchal de la Cour (1528), grand hetman de Lituanie (1531), staroste de Hrodna.

## Mariages et descendance
Jerzy Radziwiłł épouse d'abord Barbara Kiszka, puis en second mariage Barbara Kolanka. Ils ont trois enfants:
- Mikołaj Radziwiłł Rudy (1512–1584), qui sera également grand hetman de Lituanie
- Anne Élisabeth Radziwiłł (1518–1558), épouse de Piotr Kiszka, maréchal de Volhynie puis de Simon Holszański, pannetier de Lituanie.
- Barbara Radziwiłł (1520–1551), mariée à Stanisław Gasztołd (pl) puis à Sigismond II, roi de Pologne

## Sources
- Notices d'autorité :   - VIAF
  - ISNI
  - LCCN
  - GND
  - Pologne
  - NUKAT
  - WorldCat